# Federación de baloncesto de Nigeria
La NBF (por sus siglas en inglés Nigeria Basketball Federation) es el organismo que rige las competiciones de clubes y la Selección nacional de Nigeria. Pertenece a la asociación continental FIBA África.

## Registros
- 44 Clubes Registrados
- 215 Jugadoras Autorizadas
- 540 Jugadores Autorizados